# 世界貿易組織第三次部長級會議

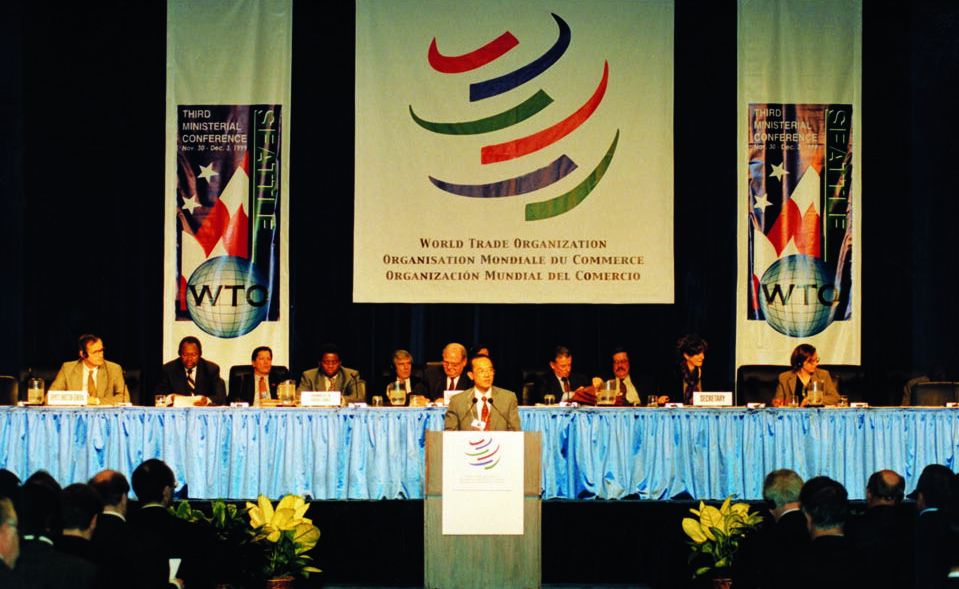

世界貿易組織第三次部長級會議是世界貿易組織舉行的國際部長級會議，在1999年11月30日至12月3日於美國西雅圖舉行。
第三次部長級會議中，非政府組織及反全球化人士在場外發動多次示威遊行，造成嚴重衝突，並對會議造成壓力。而場內，各成員國之間在重大問題上意見分歧，最終未能達成協議，亦未能啟動新一輪多邊貿易談判。

## 參看
- 世界貿易組織